# (2069) Hubble

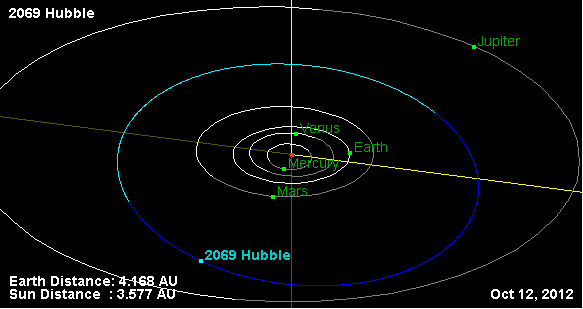
(2069) Hubble, asteroide que forma parte del cinturón de asteroides.

(2069) Hubble es un asteroide que forma parte del cinturón de asteroides y fue descubierto por el equipo del Indiana Asteroid Program desde el Observatorio Goethe Link de Brooklyn, Estados Unidos, el 29 de marzo de 1955.

## Designación y nombre
Hubble se designó inicialmente como 1955 FT.
Posteriormente, en 1983, fue nombrado en honor del astrofísico estadounidense Edwin Hubble (1889-1953).

## Características orbitales
Hubble orbita a una distancia media de 3,158 ua del Sol, pudiendo alejarse hasta 3,741 ua y acercarse hasta 2,575 ua. Tiene una excentricidad de 0,1846 y una inclinación orbital de 9,1 grados. Emplea en completar una órbita alrededor del Sol 2050 días.

## Características físicas
La magnitud absoluta de Hubble es 11,3. Tiene un diámetro de 34,53 km y un periodo de rotación de 32,52 horas. Se estima su albedo en 0,0538.